# Johann Karl Thilo

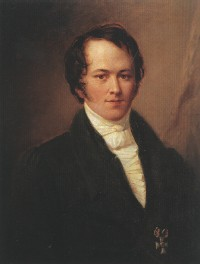
Bildnis von Johann Karl Thilo (nach 1843)

Johann Karl Thilo (* 28. November 1794 in Langensalza; † 17. Mai 1853 in Halle (Saale)) war ein deutscher evangelischer Theologe. Thilo war ab 1822 Professor der Theologie an der Universität Halle und 1830 kurzzeitig Direktor der Franckeschen Stiftungen in Halle.

## Leben
Thilo besuchte von 1809 bis 1814 die Schule in Pforta, zu seinen Mitschülern gehörte unter anderem Leopold von Ranke. Ab Ostern 1814 studierte er Philologie und Theologie an der Universität Leipzig und 1816 ein Semester an der Universität Halle. Im Mai 1817 erhielt er durch Vermittlung des halleschen Universitätskanzlers August Hermann Niemeyer eine Anstellung als Lehrer an der Schule des Waisenhauses der Franckeschen Stiftungen. 1819 habilitierte er sich an der Theologischen Fakultät der Halleschen Universität und begann als Privatdozent selbst Vorlesungen in Exegese und Patristik zu halten.
Im Jahre 1820 begleitete Thilo den Orientalisten und Alttestamentler Wilhelm Gesenius auf seinen Reisen nach Paris und Oxford, die sie zum ausführlichen Studium der Bibliotheken nutzten. In den folgenden Jahren unterstützte er den schon hochbetagten Georg Christian Knapp, seinen späteren Schwiegervater, bei der Leitung der Übungen im theologischen Seminar. 1822 wurde ihm eine außerordentliche und 1825 eine ordentliche Professur der historischen Theologie angetragen. Er hielt nun Vorlesungen vornehmlich zur Dogmen- und Kirchengeschichte sowie über Symbolik und Patristik. Nach Knapps Tod 1825 begann er auch exegetische Vorträge über das gesamte Neue Testament in einem Kursus von zwei Jahren zu halten. In dieser Stellung verblieb er bis zu seinem Tode.
Nach dem Ableben von Johann August Jacobs, dem Direktor der Franckeschen Stiftungen in Halle, trat Thilo für einige Monate dessen Nachfolge bis zur Berufung von Hermann Agathon Niemeyer an. 1833 erhielt er den Titel eines Konsistorialrats und 1840 von König Friedrich Wilhelm III. von Preußen für seine Verdienste den Roten Adlerorden 4. Klasse sowie 1843 den Roten Adlerorden 3. Klasse mit Schleife.
Johann Karl Thilo, der seit 3. August 1819 der Freimaurerloge Zu den drei Degen im Orient von Halle angehörte, starb am 17. Mai 1853 nach längerer Krankheit im Alter von 58 Jahren in Halle. Hermann Ludwig Dryander, der Pfarrer der Marktkirche Unser Lieben Frauen, hat ihm die Grabrede gehalten, die noch im gleichen Jahr im Druck erschien. Sein schriftlicher Nachlass befindet sich in der Universitäts- und Landesbibliothek Sachsen-Anhalt in Halle. Wie er dorthin gelangte, ist nicht mehr festzustellen. Die Archivalien mit einer Laufzeit von 1814 bis 1850 beinhalten persönliche Dokumente, Familienpapiere, zahlreiche Manuskripte und eine ausgedehnte Korrespondenz. Der Umfang beträgt sieben Archivkartons.
Sein Sohn Georg Thilo aus seiner zweiten Ehe mit Maria, Tochter des Bankiers und Kunstsammlers Christian Adam Fries, wurde Philologe und Gymnasiallehrer.

## Schrifttum
Thilo hinterließ ein umfangreiches Schrifttum, vor allem Studien und Veröffentlichungen zu den Apokryphen des Neuen und des Alten Testementes sowie zu den vom Neuplatonismus beeinflussten Kirchenvätern. 1832 erschien der 1. Band seines Codex apocryphus N. T., e libris editis et MSS. collectus, recensitus notisque et prolegomenis illustratus, eine philologische Bearbeitung der apokryphen Evangelien. Für die beabsichtigte Fortsetzung dieser Edition (Apostelgeschichten und Abhandlungen) sind später nur Einzelarbeiten erschienen, so 1838 Acta apostolorum Petri et Pauli ex codicibus nunc primum edita, 1846 Acta apostolorum Andreae et Matthiae graece ex cod. Par. nunc primum edita und 1847 Fragmenta actuum S. Joannis a Leucio Charino conscriptorum.
Zu den Apokryphen des Alten Testaments existiert von ihm ein Specimen exercitationum criticarum in Sapientiam Salomonis, das bereits 1825 erschien und das er seinem Schwiegervater Georg Christian Knapp zum Doktorjubiläum widmete. Weitere Werke waren Eusebii Alexandrini oratio περὶ ἀστρονόμων, praemissa de magis et stella quaestione 1834, de coelo empyreo commentationes III von 1839 und 1840 sowie Commentationes in Synesii hymnum II von 1842. Eine von ihm beabsichtigte Gesamtausgabe der Hymnen des Synesius von Kyrene ist leider nicht erschienen. Zuletzt plante er die Herausgabe einer Bibliotheca patrum Graecorum dogmatica. Von ihr ist aber nur ein einziger Band erschienen, welcher die dogmatischen Schriften des Athanasius enthält: Sancti Athanasii opera dogmatica selecta, der 1853 veröffentlicht wurde.
Sämtliche Werke sind in lateinischer Sprache geschrieben, in Deutsch sind nur zwei erschienen. Ein Kritisches Sendschreiben an Augusti über die Schriften des Eusebius von Alexandrien und des Eusebios von Emesa aus dem Jahr 1832 und Georg Christian Knapps Vorlesungen über die christliche Glaubenslehre nach dem Begriff der evangelischen Kirche, zwei Bände von 1827, die er mit einer Einleitung neu herausgab.

## Veröffentlichungen (Auswahl)
- Specimen exercitationum criticarum in Sapientiam Salomonis. Halle 1825, (Digitalisat.)
- Vorlesungen über die christliche Glaubenslehre nach dem Begriff der evangelischen Kirche. als Herausgeber, Halle 1827.
  - Teil 1. (Digitalisat.)
  - Teil 2. (Digitalisat.)
- Kritisches Sendschreiben an Augusti über die Schriften des Eusebius von Alexandrien und des Eusebios von Emesa. Halle 1832, (Digitalisat.)
- Codex apocryphus Novi Testamenti e libris editis et manuscriptis, maxime Gallicanis, Germanicis et Italicis, collectus, recensitus notisque et prolegomenis illustratus. Leipzig 1832, (Digitalisat.)
- Eusebii Alexandrini oratio περὶ ἀστρονόμων, praemissa de magis et stella quaestione. Halle 1834, (Digitalisat.)
- Commentarius in Synesii hymnum secundum V. I-XXIV. (Victores in certamine litterario die natali regis ac domini potentissimi clementissimi Friderici Guilielmi IV ...). Halle 1842, (Digitalisat.)
- Commentatio ad Synesii hymnum secundum V. XXII-XXIV. De triplici silentio philosopho mystico divino (Sacra Christi pentecostalia pie celebranda Academiae Fridericianae Halis consociatae civisbus indicit prorector cum senatu). Halle 1843, (Digitalisat.)
- Sancti Athanasii opera dogmatica selecta. Leipzig 1853, (Digitalisat.)